# Приозёрный (Суетский район)
Приозёрный — упразднённый посёлок в Суетском районе Алтайского края России. Располагался на территории современного Нижнесуетского сельсовета. Исключён из учётных данных в 1983 году.

## География
Располагался к северо-востоку от Кулундинского озера, на левом берегу реки Кожинка, на расстоянии примерно 13 километров (по прямой) к юго-западу от села Нижняя Суетка.

## История
Упразднён решением Алтайского КИК от 01.06.1983 года № 196/1.